# Jan Kohout
Jan Kohout (* 29. března 1961 Plzeň) je český diplomat a politik, v letech 2009–2010 místopředseda vlády a ministr zahraničních věcí ve Fischerově vládě a od července 2013 do ledna 2014 znovu ministr zahraničních věcí v Rusnokově vládě. V letech 2020 až 2021 náměstek ministryně spravedlnosti ČR, od května do prosince 2021 náměstek ministra zahraničních věcí ČR. Od ledna 2023 je mimořádným a zplnomocněným velvyslancem ČR v Itálii. Před rokem 1989 byl členem OV SSM Praha a KSČ.

## Osobní život

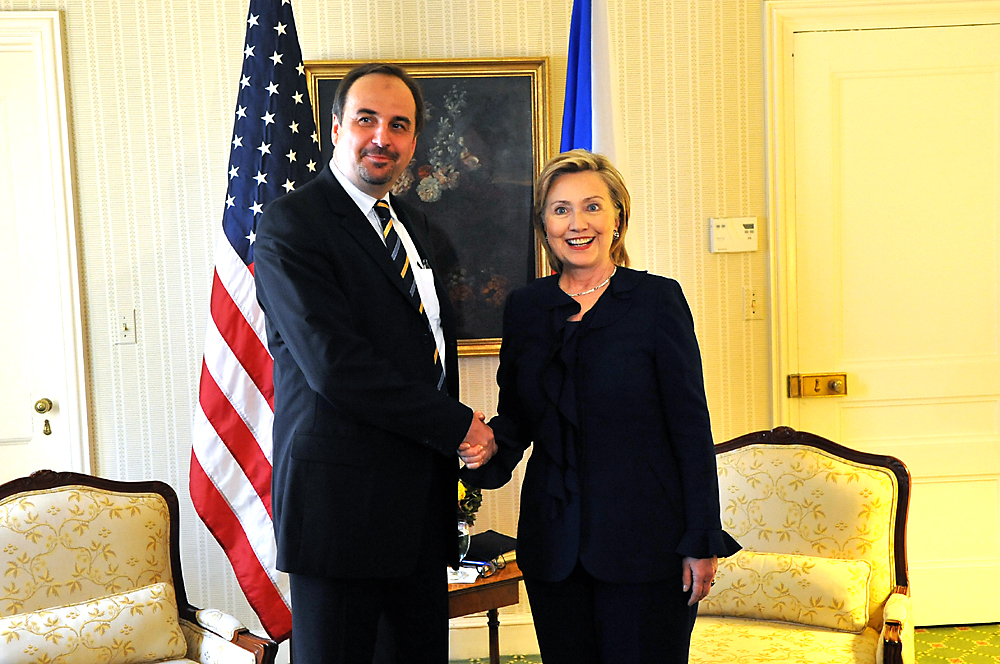
Při setkání s Hillary Clintonovou

Po absolvování Filozofické fakulty Univerzity Karlovy v Praze nastoupil do Ústavu mezinárodních vztahů. Zúčastnil se také stáže na sovětské škole pro diplomaty (MGIMO).
Po sametové revoluci zahájil diplomatickou kariéru v odboru mezinárodních organizací na Ministerstvu zahraničních věcí ČR. Poté pracoval ve funkci ředitele odboru OSN tamtéž (1993–1995). V období 1995–2000 pracoval jako zástupce vedoucí Stálé mise ČR při OSN, OBSE a dalších mezinárodních organizací se sídlem ve Vídni. Po návratu na ministerstvo působil na pozici politického ředitele a v roce 2002 se stal 1. náměstkem ministra zahraničí. Se vstupem České republiky do Evropské unie byl v květnu 2004 jmenován velvyslancem, stálým zástupcem při Evropské unii v Bruselu.
Po pádu Grossovy vlády v roce 2005 se stal kandidátem ČSSD na pozici příštího předsedy vlády. V důsledku odlišné představy o formátu vlády nebyl vybrán. Od roku 2008 byl opět náměstkem ministra. Po pádu druhé Topolánkovy vlády na jaře 2009 se stal v novém kabinetu Jana Fischera místopředsedou vlády a ministrem zahraničních věcí (nominován ČSSD). Ve volbách 2010 neúspěšně kandidoval do senátu za obvod č. 25 - Praha 6, když se ziskem 19,19 % hlasů obsadil třetí místo.
V červnu roku 2013 byl po pádu vlády Petra Nečase osloven nově jmenovaným premiérem Jiřím Rusnokem k účasti ve vládě na postu ministra zahraničních věcí. Tuto nabídku 1. července 2013 přijal. Prezident Miloš Zeman jej do funkce jmenoval 10. července 2013. Po jednom dni v úřadu odvolal svou ředitelku kabinetu Kateřinu Weissovou.
V letech 1986–1989 byl v KSČ. Od roku 1995 je členem ČSSD, členství ve straně ale dvakrát pozastavil. Poprvé mezi lety 2009 a 2010, kdy byl ministrem ve Fischerově vládě, a podruhé v roce 2013, kdy přijal nabídku stát se členem Rusnokovy vlády.
Působí jako poradce prezidenta Miloše Zemana a v Praze založil v září 2015 jako neziskovou, obecně prospěšnou instituci tzv. New Silk Road Institute Prague, kde je předsedou Správní rady. Na založení se podíleli také advokát Petr Michal, podnikatel Pavel Heřmánek, Petr Nečas a Jaromír Soukup.
Od března 2020 působil jako politický náměstek ministryně spravedlnosti ČR Marie Benešové. V polovině května 2021 však přešel na Ministerstvo zahraničních věcí ČR, kde se stal politickým náměstkem Jakuba Kulhánka. Primárně měl na starosti koordinaci příprav českého předsednictví v EU, agendu OSN a agendu středoevropské spolupráce ať už v rámci V4 či Slavkovského formátu. Post náměstka zastával do prosince 2021.
V lednu 2023 se stal velvyslancem ČR v Itálii.
Je podruhé ženatý, ž předchozích vztahů má syna Martina a dceru Barboru.